# ごきげんななめ
ごきげんななめは、盤面の数字に従って斜めの線を引くペンシルパズルである。

## ルール
1. 全てのマスに対角線を引く。
2. 数字は、その線からのびる線の数である。
3. 線が閉じたループになってはいけない。

## 歴史
ごきげんななめは、『パズル通信ニコリ』にパズルを投稿しているチェバの定理が考案し、同誌104号（2003年秋号）のオモロパズルのできるまでのコーナーではじめて発表された。定番パズルには昇格しなかったが、同誌116号（2006年秋号）まで掲載された。
104号に掲載された新作パズルは5作品あったが、その中で次号に最も多くの投稿作品が寄せられた。
斜めの線を使用するパズルとしては約10年ぶりの新作であった。斜めの線のみを使用したパズルは過去に無かったが、この作品の発表後にいくつかの作品が発表された。
ルールの単純さからか日本国外でも解く人があり、このパズルのためのJavaアプレットを作成して問題を出題している人もいる。

## 解き方
4や辺上の2、0（外周にしか存在しない）のように、その数字のまわりが自動的に確定する場所が易しい入口となる。
1や3は単独では手がかりにならないが、同じ数字が隣接していると手がかりになる。
中盤以降は、「ループにならない」というルールを元に線を決めていくことも多い。